# Psitalea

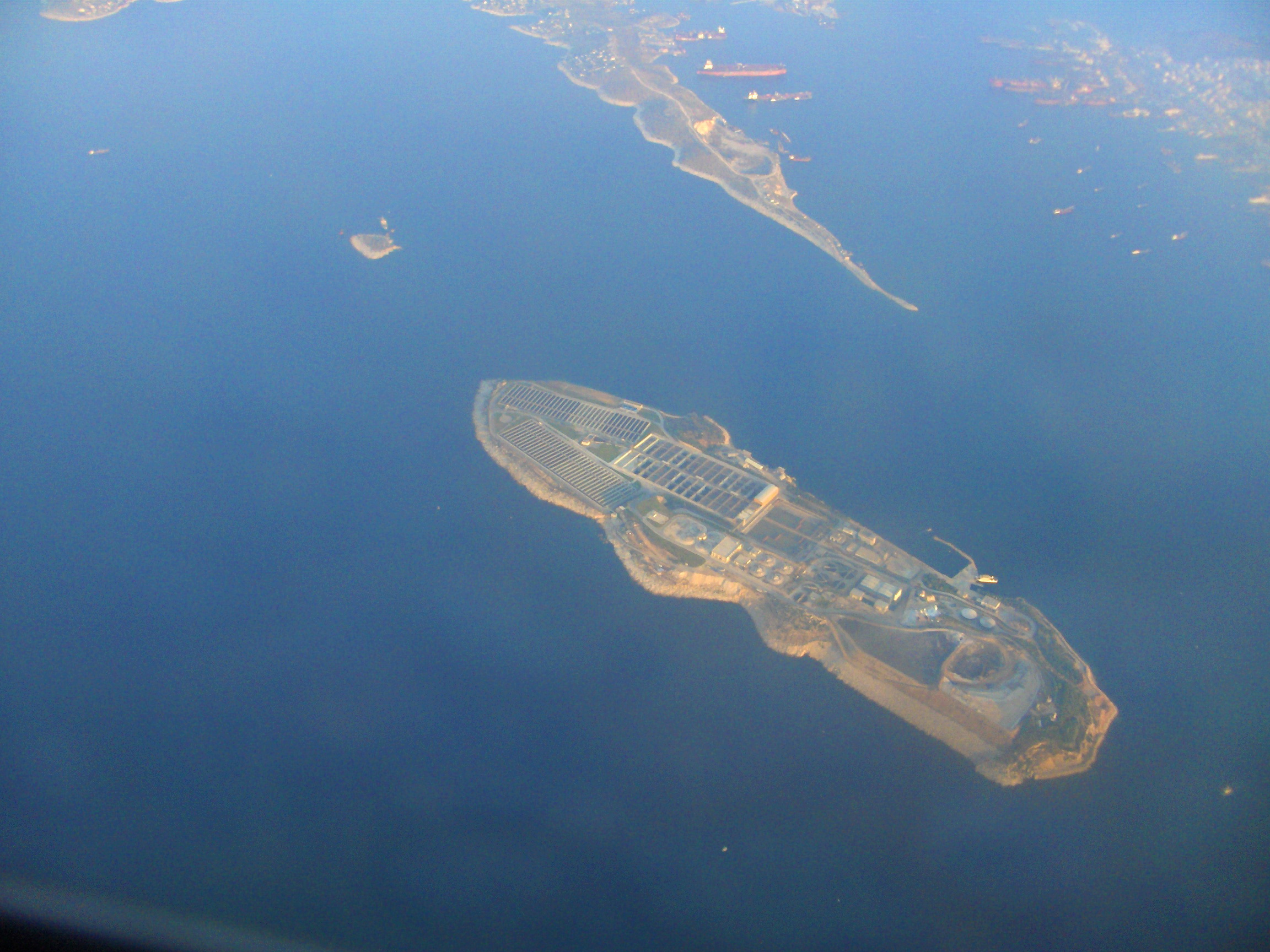
Vista área de la isla.

La isla de Psitalea (en griego, Ψυττάλεια) es una pequeña isla griega deshabitada del mar Egeo, casi un  islote, localizada en el golfo Sarónico, situada a unas pocas millas de la costa de El Pireo. 
Comprende una superficie de 0,375 kilómetros cuadrados. La isla alberga actualmente la planta de tratamiento de aguas residuales más grande de Europa, con una proyección de la capacidad de procesado diario máximo de 750 toneladas de aguas residuales. Administrativamente forma parte de la municipalidad de El Pireo.

## Historia
En el año 480 a. C. los persas situaron allí una guarnición de soldados y nobles antes de la Batalla de Salamina. Tras la victoria griega, la flota persa se retiró hacia el puerto ateniense de Falero y el puesto fue abandonado. Arístides, el estratego ateniense, desembarcó en la isla y ejecutó a todos los persas. En esa época la isla tenía el nombre de Lypsokoutála (Λυψοκουτάλα, literalmente «media cuchara») por la forma que presentaba vista desde el monte Egaleo.
En tiempos modernos la isla fue, durante un corto espacio de tiempo, el emplazamiento de una prisión naval siguiendo el modelo francés de la época.

## Planta de tratamiento de aguas residuales
Desde la década de 1990, el Golfo Sarónico empezó a ser contaminado por las aguas residuales industriales y residenciales de Atenas y El Pireo. Con el fin de proteger el ecosistema y, debido a las implicaciones negativas sobre el turismo, se instaló una depuradora de aguas residuales en la isla, que comenzó a funcionar en noviembre de 1994. Esto incluía el tratamiento primario, que impidiera la entrada de residuos al mar, pero no proporcionaba una solución permanente para los lodos resultantes. Las soluciones temporales de exportación de los lodos y de neutralización a través de la oxidación resultaron insuficientes en dichos años. 
El 1 de junio de 2007, la planta de tratamiento de lodos se puso en funcionamiento, con dos líneas de producción total de residuos, con una capacidad de secado de 500 toneladas por día, que hoy coincide con la afluencia diaria de aguas residuales. Otras dos líneas de producción comenzaron a funcionar un mes más tarde, con el aumento de la capacidad total en más de 750 toneladas por día. El resto de los lodos, de 150 a 160.000 toneladas, que se acumuló en la isla durante los años en que sólo estuvo activo el tratamiento primario, se previó su conversión en biocarburantes en los primeros seis meses de funcionamiento. Los biocombustibles obtenidos se utilizan principalmente en la industria, especialmente en los hornos de cemento y las plantas de energía eléctrica.  El 5 de octubre de 2007, el viceministro de Medio Ambiente Themistoklis Xanthopoulos anunció que no quedaría ni un kilogramo de lodos en los siguientes 5 meses, que la plena operación se había completado, y que los auditores, como el Tribunal de Cuentas Europeo, alabaron la calidad de la planta. [cita requerida]

## Otras estructuras y servicios
En la parte noreste de la isla, la que no está ocupada por la planta de tratamiento de aguas residuales, hay un faro y una estación de la guardia costera helénica, encargada del servicio de vigilancia del tráfico de buques.